# Kieninger Uhrenmanufaktur

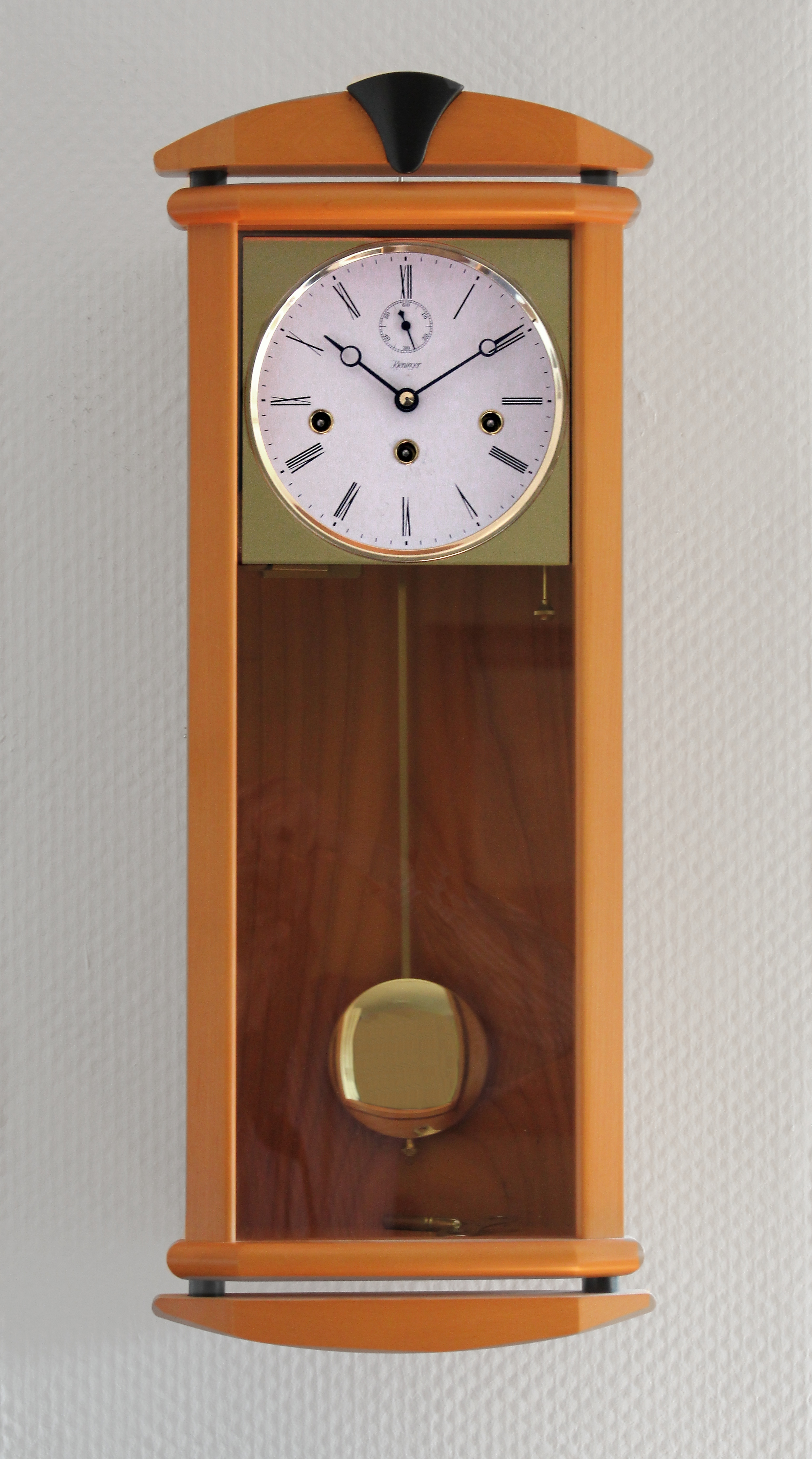
Kieninger-Regulator, um 1999/2000

Die Kieninger Uhrenmanufaktur (Kuma GmbH) in Aldingen ist einer der letzten Betriebe, die auf die Herstellung rein mechanischer Wand-, Tisch- und Standuhren spezialisiert sind. Zum Herstellungsprogramm gehören außerdem Antriebe für Geräte anderer Hersteller. Kunden sind im Wesentlichen Abnehmer in Europa, in den USA und in China.

## Geschichte

### Gründung
Gründer des seit 1912 bestehenden Unternehmens war Joseph Kieninger (1872–1936). Bevor Kieninger sich als schon 40-Jähriger selbstständig machte, arbeitete er als Uhrmacher bei Tobias Bäuerle & Söhne in St. Georgen. Zunächst hatte der Betrieb seinen Sitz in Mönchweiler. Dort baute Kieninger unter anderem Zeitschaltuhren für die Gaslampen der Straßenbeleuchtung. Mitarbeiter waren sowohl Ungelernte als auch Facharbeiter. Seit 1917 ist die Manufaktur in Aldingen ansässig. Als die Räume in Mönchweiler zu klein geworden waren, wollte er sich in Prag niederlassen, fand aber in Aldingen in der Saarstraße ein ausreichend großes Haus für seinen Betrieb und seine zehnköpfige Familie. Alle acht Kinder – drei Söhne und fünf Töchter – arbeiteten in dem Betrieb mit. Bestreben von Kieninger war es von jeher, die Technik der Uhren zu verbessern. Beispiele dafür sind Erfindungen wie die automatische Nachtabschaltung der Schlagwerke und das Weiterlaufen des Uhrwerks während des Aufziehvorgangs.

### 1930er- und 1940er-Jahre
Ab 1932 stellte Kieninger außer Uhren Feinmessgeräte für Carl Mahr in Esslingen her, was der Manufaktur half, den Zweiten Weltkrieg zu überstehen. Da messtechnische Instrumente für die Rüstungsindustrie gebraucht wurden, wurde Kieninger als kriegswichtiger Betrieb eingestuft. Joseph Kieninger starb 1936, als seine Söhne Wilhelm, Josef und Fritz die Geschäftsführung bereits übernommen hatten. Die Produktion lief unter schwierigen Bedingungen mit 78 Mitarbeitern im Jahr 1939, darunter 18 Frauen. 29 Männer wurden zum Kriegsdienst einberufen und acht kehrten aus dem Krieg nicht heim, sodass die Arbeitszeit auf bis zu 60 Stunden in der Woche erhöht und zeitweise auf Heimarbeit zurückgegriffen werden musste. Uhren durften bis 1941 hergestellt werden, noch bis 1943 gelang der Verkauf ins nordeuropäische Ausland.

### Entwicklung nach dem Krieg
In den Nachkriegsjahren war die Zahl der Mitarbeiter von Kieninger bis 1975 auf über 200 angestiegen. Doch dann setzte eine Wirtschaftskrise ein und überdies stand die Uhrenindustrie in der Quarzkrise unter dem Druck von Billigprodukten aus Fernost. Vor allem traten die verhältnismäßig preiswerten Quarzuhren mit ihrer Ganggenauigkeit in Konkurrenz zu den aufwendig herzustellenden teuren mechanischen Uhren. Das Unternehmen überstand die Krise durch eine Zusammenarbeit mit der Göttinger Feinprüf GmbH, für die es elektronische Messgeräte herstellte. 1991 konnte auf einer Fläche von 6000 Quadratmetern ein Neubau errichtet werden.

### Insolvenz und Neuanfang
Bis in die 1990er-Jahre war das Unternehmen im Familienbesitz, bevor es 1993 von dem US-amerikanischen Möbelhersteller Howard Miller übernommen und Anfang 2020 zahlungsunfähig wurde. Einen Käufer zu finden schien zunächst schwierig, doch übernahm 2021 eine Holding, bestehend aus Gerhard Schneider, einem Kunden aus Hongkong und zwei Unternehmern aus der Region, die Manufaktur. Sie  erwarben die Namensrechte und firmieren als Kuma GmbH (Kieninger Uhrenmanufaktur Aldingen). Schneider war vorher acht Jahre Vertriebsleiter bei Kieninger.
Das Unternehmen beschäftigte 2021 etwa 25 Mitarbeiter; vor der Insolvenz war es ungefähr die doppelte Anzahl. Gerhard Schneider als Geschäftsführer rationalisiert den Betrieb und standardisiert Arbeitsabläufe und Produkte.